# Lilliad Learning Center Innovation
LILLIAD Learning Center Innovation (ou LILLIAD) est le learning center (forum des savoirs) à caractère scientifique de l'université de Lille,  inauguré en 2016 au sein du campus de la Cité scientifique.  
Le centre combine trois fonctions : un pôle « bibliothèque universitaire scientifique » (avec espaces de travail clos réservables par internet ou ouverts, multimédia, grande collection scientifique, bibliothèque augmentée et ressources numérisées) ; un pôle « Évènementiel » (amphithéâtres, salles et hall d'expositions) ; et enfin un pôle « Xperium » consacré aux recherches, expériences, expositions et découvertes.  
Il comprend également plusieurs services annexes (bureaux, cafétéria, halls d'accueil et espaces de détente).

## Situation et description

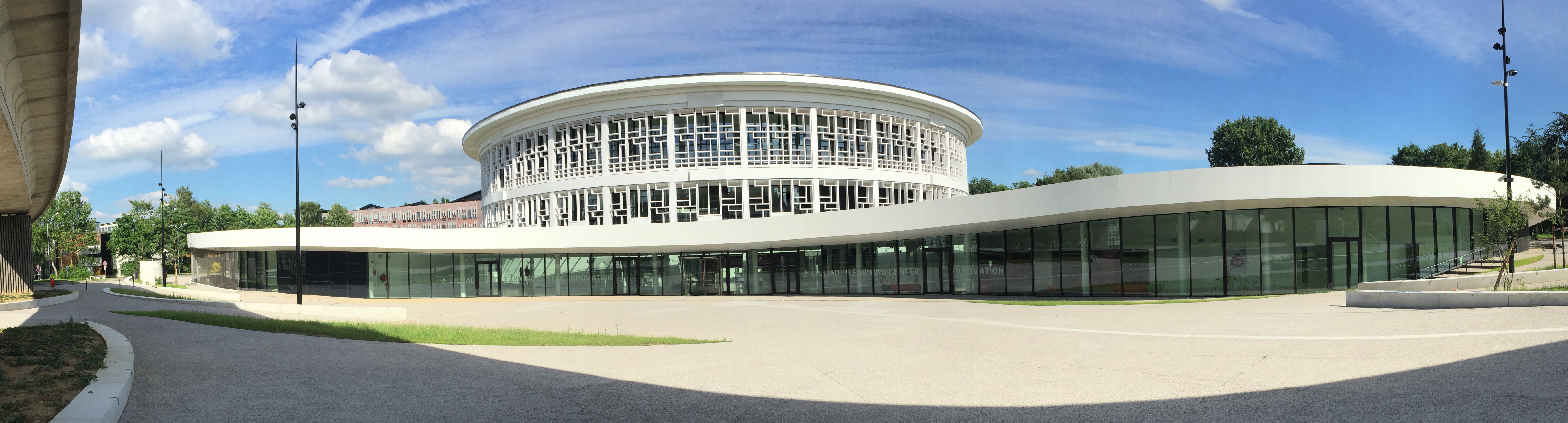
Vue générale de l'édifice (juin 2016).

Ce bâtiment est situé sur le campus de la Cité scientifique (à proximité directe du parc scientifique européen de la Haute-Borne, au cœur de la faculté des sciences de l'université de Lille, des grandes écoles scientifiques lilloises et des laboratoires de recherche), à Villeneuve-d'Ascq, technopole verte et ville étudiante de la Métropole européenne de Lille (Hauts-de-France). 
Le forum des savoirs est entouré par les autoroutes A1, A23, A27 et la N227 (A22), et se trouve relativement proche de l'aéroport de Lille-Lesquin. Il est également desservi par le métro de Lille et ses deux stations situées au sein même du campus : Cité Scientifique – Professeur Gabillard et Quatre Cantons – Stade Pierre Mauroy, le plaçant ainsi à moins de 15 minutes du centre de Lille (et de ses deux gares). Il se trouve également à proximité directe du stade Pierre-Mauroy et des zones commerciales V2 et Heron Parc. Il bénéficie ainsi des infrastructures locales et notamment d'un parc relais de plus de 2 000 places. 
En plus d'être la bibliothèque des étudiants de l'université de Lille (branches scientifiques), LILLIAD est également accessible à la communauté universitaire, aux entreprises, aux acteurs de l’innovation, à l’enseignement secondaire ainsi qu'au grand public. 
LILLIAD est décrit comme une « bibliothèque universitaire d'un nouveau genre » et un « espace dédié aux apprentissages ». C'est un espace doté de technologies numériques récentes et comprenant : bibliothèque universitaire, espaces de détente, lieux d'expositions scientifiques (comme l'Xperium), salles de conférence, cafétéria, espaces de travail clos (individuel ou groupe) qui se réservent depuis un site internet, espaces multimédias, bureaux administratifs etc., avec la possibilité de connaitre en temps réel l'occupation du bâtiment par étage via un site web.  
Son architecture est composée de grands espaces ouverts et lumineux, de courbes, de façades en verre, d'une grande coupole en verre, ou encore d'un toit végétalisé formant un espace de promenade.

## Le projet architectural

### Buts et financements
Le centre est issu de la rénovation, de l'extension et de la modernisation de l'ancienne bibliothèque universitaire (BU) du campus de la Cité scientifique dont il a gardé visible uniquement l'ancienne façade ronde extérieure remaniée (correspondant aujourd'hui à la façade des deux étages supérieurs de LILLIAD).    
Ce projet a été cofinancé par la région Hauts-de-France, l'université de Lille, l'État français, la Métropole européenne de Lille (MEL), le Fonds européen de développement économique et régional (FEDER), l'Union européenne. LILLIAD est un nom de marque déposé à l'Institut national de la propriété industrielle.   
LILLIAD a ouvert au public le 7 septembre 2016 et a été officiellement inauguré le 17 novembre 2016. 

### Historique
L'ancienne bibliothèque universitaire de la Cité scientifique de Villeneuve-d'Ascq a été construite en 1965 par Noël Le Maresquier et fut conçue comme le cœur du campus universitaire. Le bâtiment était composé de 3 plateaux de 2800 mètres carrés chacun dont un sous-sol enterré. Il avait pour particularité de n'avoir presque aucun mur porteur et d'être « totalement vitré[e], toute hauteur sur les deux étages, à 360 degrés ». Des claustras décoratifs ceignaient la façade extérieure et le bâtiment était coiffé d'une coupole en verre. 
Moderne à son ouverture, la bibliothèque était devenue au fil des années inadaptée aux besoins de ses usagers et posait des problèmes de sécurité. À l'automne 2011, elle ferme ses portes pour une période de travaux de rénovation et d'extension. En mars 2013, le concours architectural est remporté par le cabinet d'architectes de Munich-Stuttgart Auer+Weber+Assoziierte. Après presque cinq années de travaux, le nouveau bâtiment a ouvert au public le 7 septembre 2016 sous la forme et le nouveau nom de LILLIAD Learning Center Innovation. 
Le projet a été porté par la région Hauts-de-France pour la maîtrise d'ouvrage et Auer+Weber+Assoziierte pour la maîtrise d'œuvre.  

### Concept
Né aux États-Unis dans les années 90, le concept de forum des savoirs (learning center en anglais) désigne une partie ou l'ensemble d'une bibliothèque universitaire où « la dimension pédagogique est essentielle ». En règle générale, la mise en place d'un forum des savoirs est accompagnée d'un projet architectural ambitieux, comme c'est le cas à LILLIAD. 
Reconnue comme un bâtiment remarquable du modernisme architectural, l'ancienne bibliothèque cylindrique a été conservée dans le nouveau projet architectural. Le sous-sol a été excavé et a connu une importante extension de forme courbe autour de la partie principale.  
La partie est de l'extension accueille Xperium, un espace de démonstration d'expériences, et la partie ouest un espace événementiel.  Le toit de l'extension a été végétalisé pour créer un espace de promenade. Les claustras d'origine et la coupole ont été préservées L'intérieur du bâtiment d'origine a été rénové pour accueillir l'espace bibliothèque. La bibliothèque dispose d'un espace de stockage de livres et de périodiques d'environ 13 km linéaires. L'ensemble du bâtiment représente une superficie de 12 600 m2. 

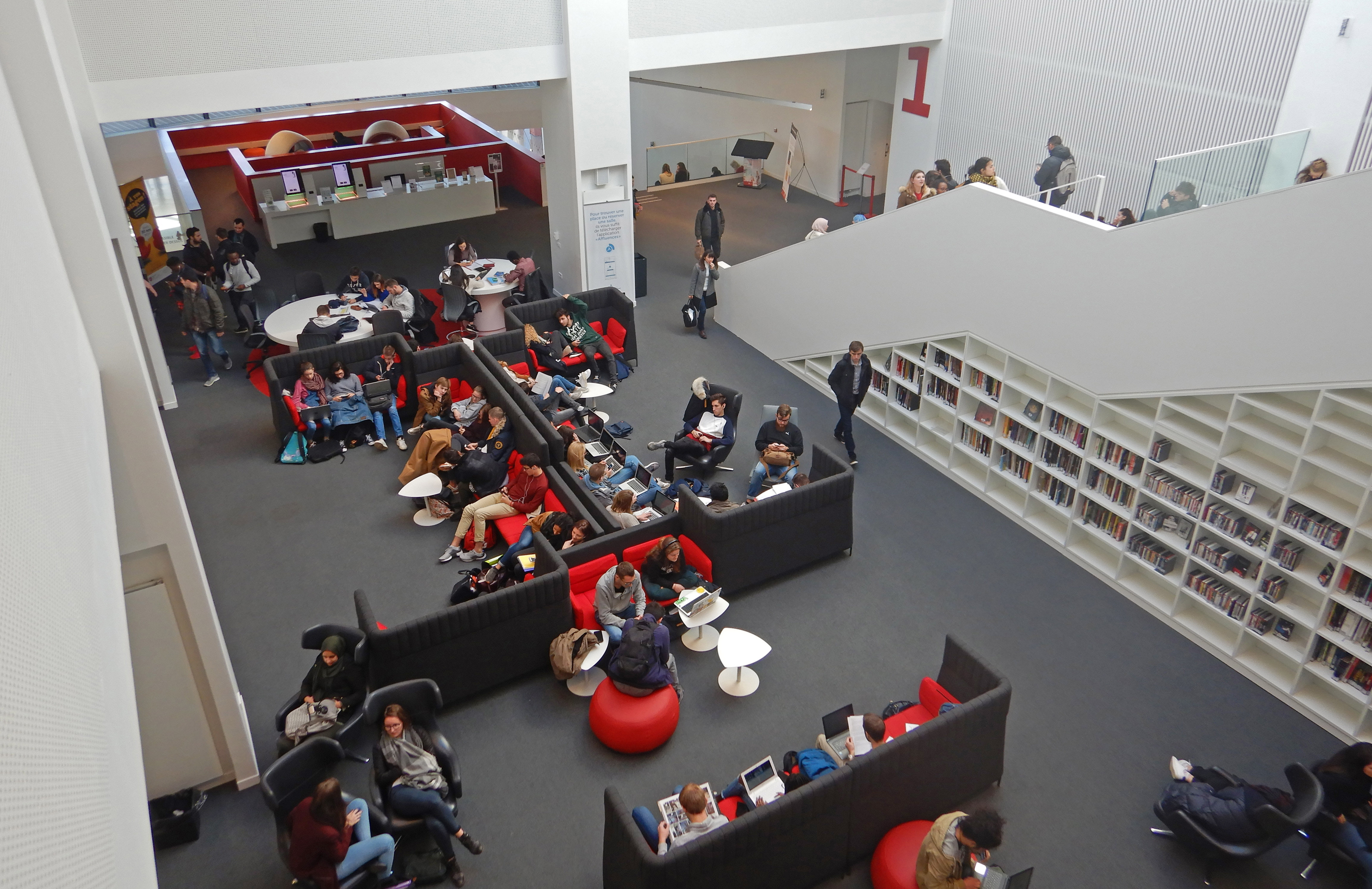
1er étage.
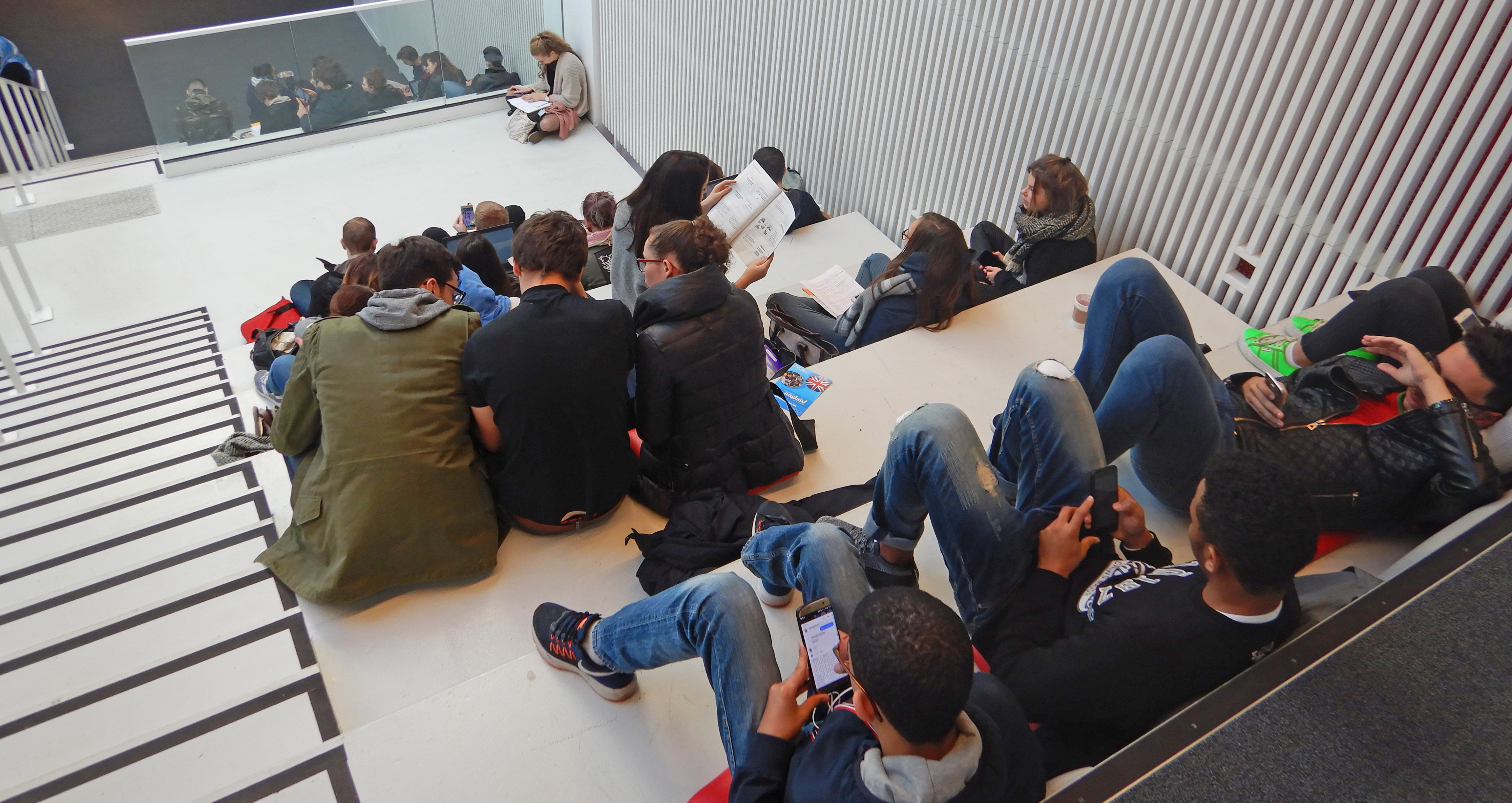
Escalier.
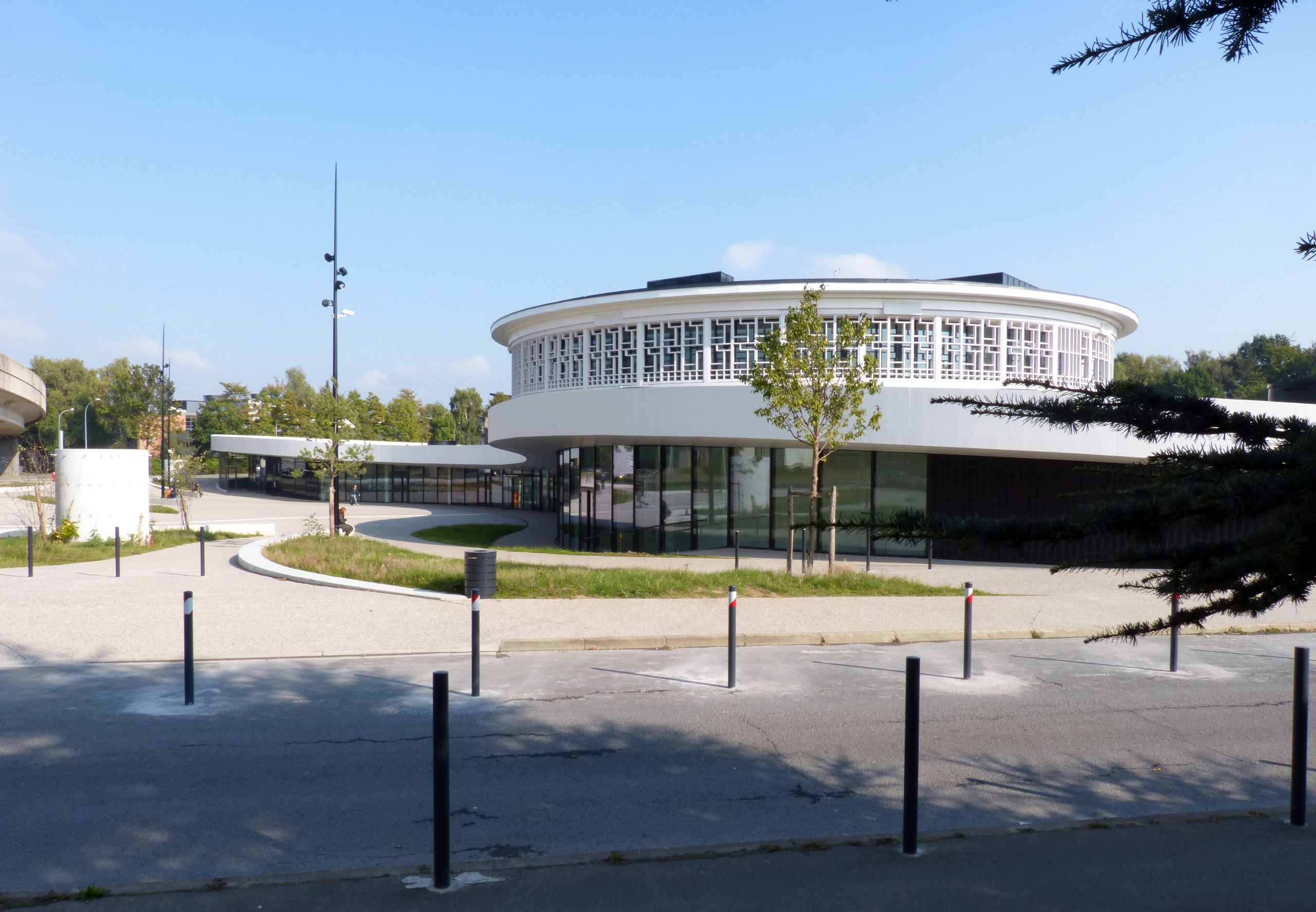
Sud ouest.
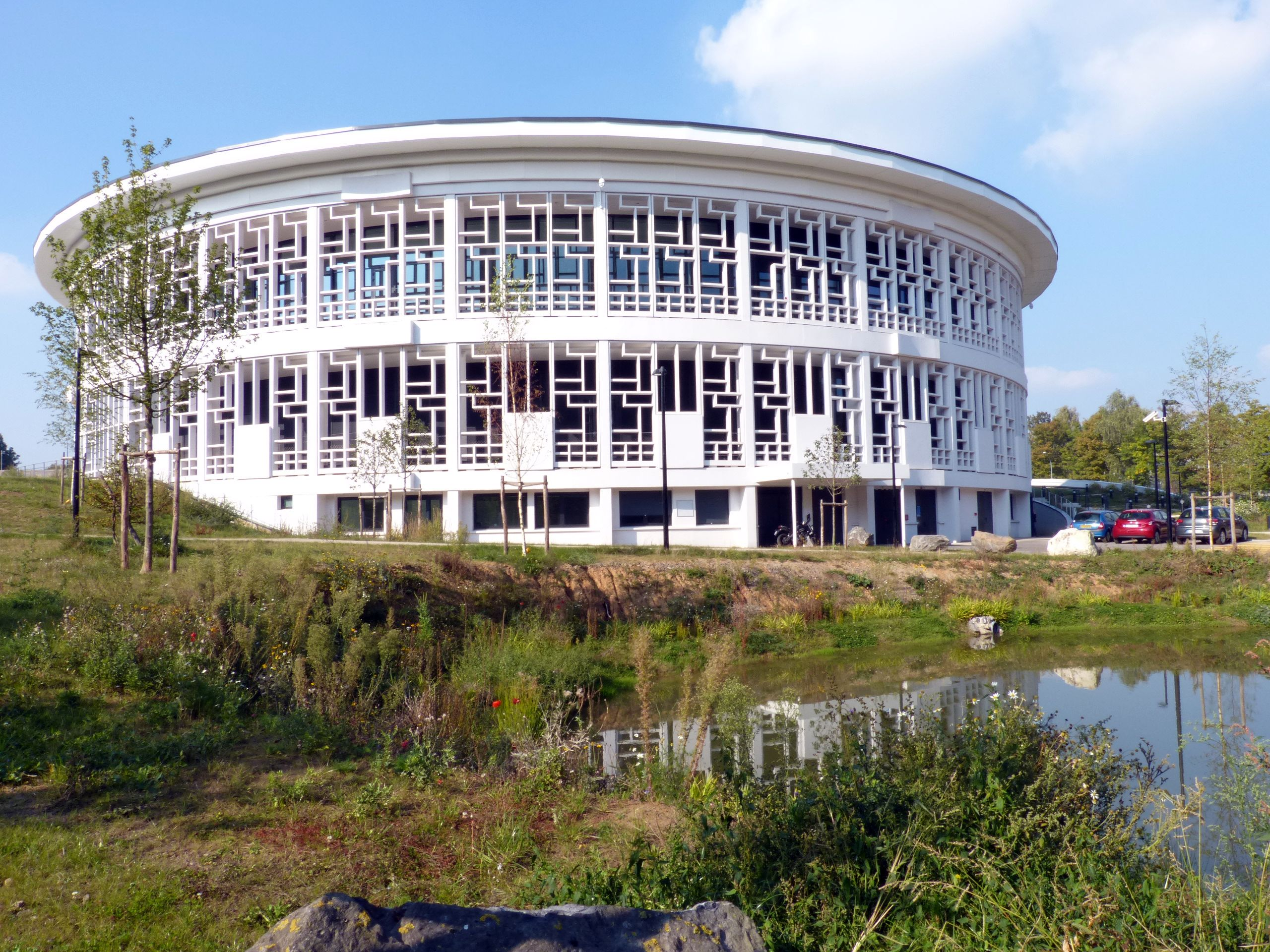
Sud-est.
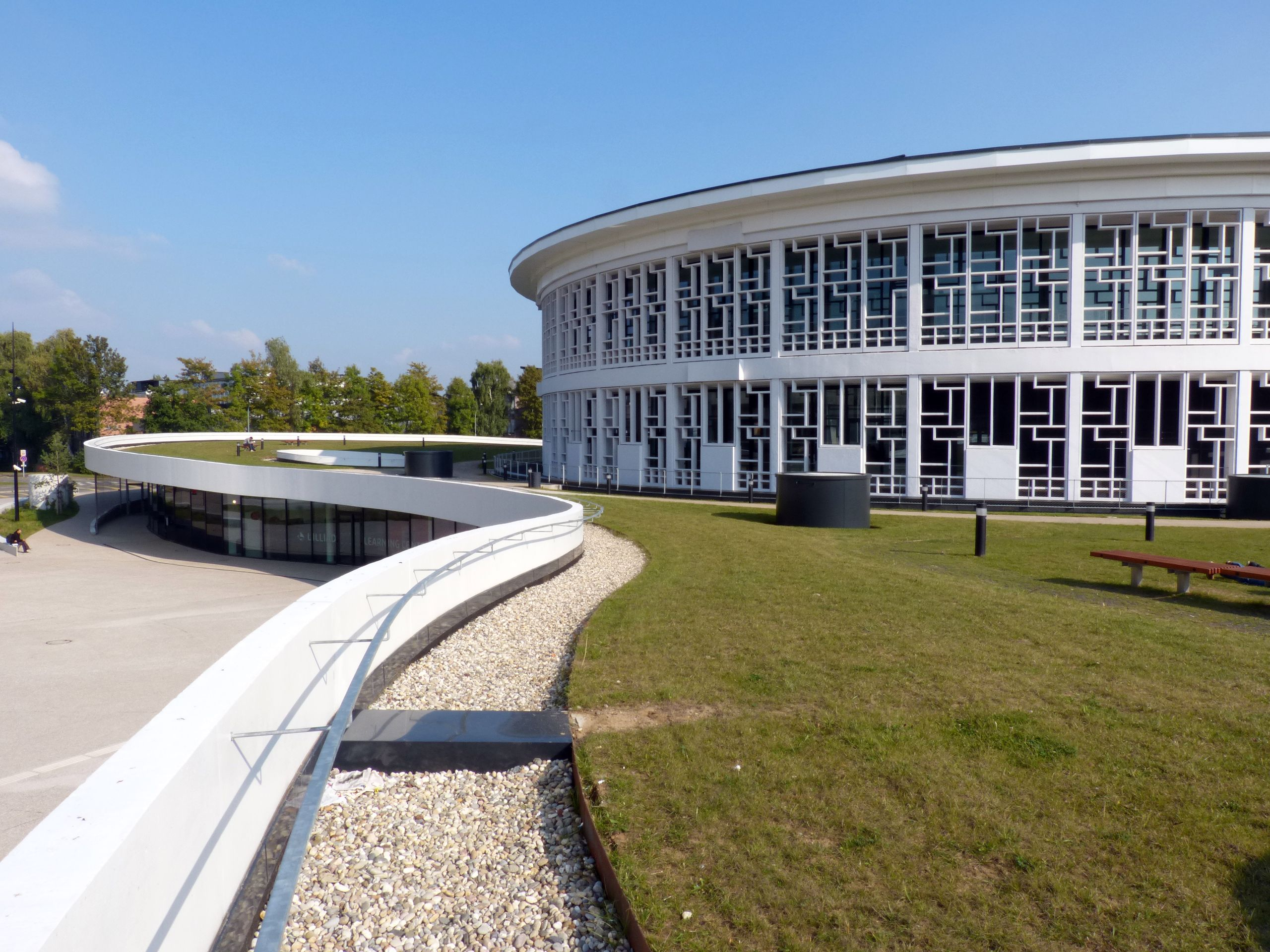
Le toit végétalisé.
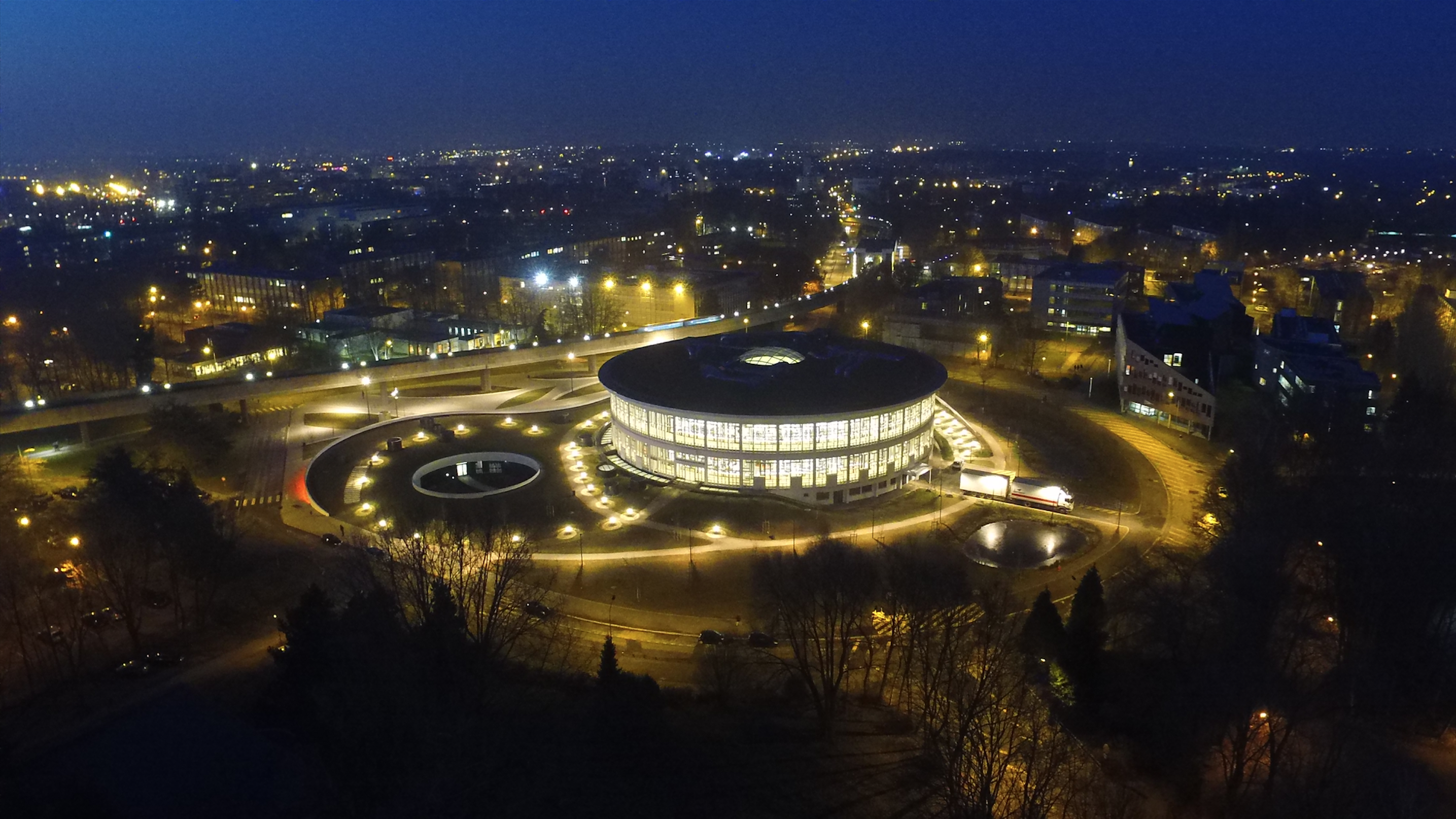
LILLIAD de nuit au centre du campus scientifique.
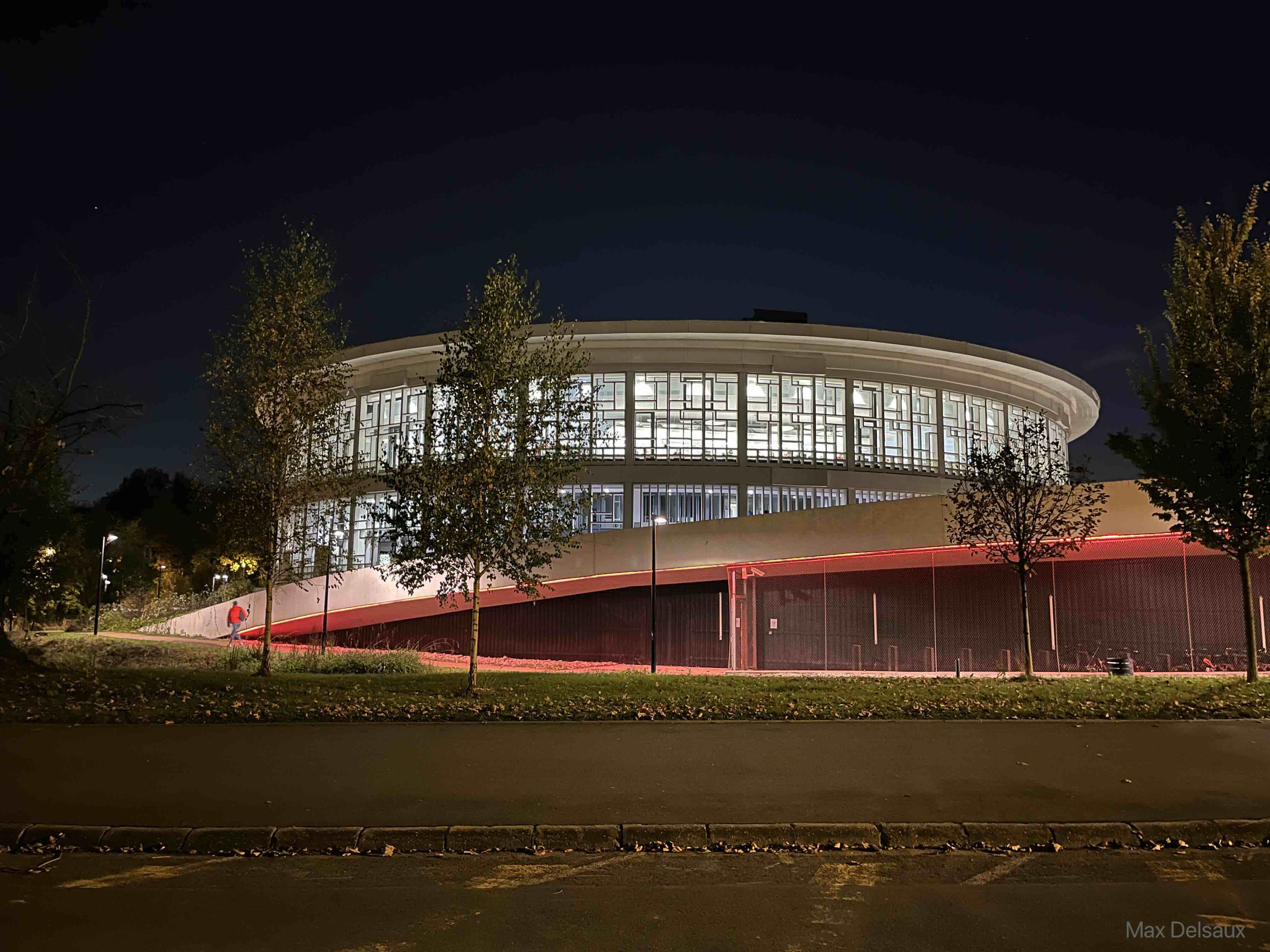
LILLIAD de nuit vu depuis le bâtiment SH3.

## Les services de LILLIAD
LILLIAD regroupe trois pôles d'activité et plusieurs services annexes (bureaux, cafétéria, halls d'accueil et de détente etc.).

### La bibliothèque universitaire

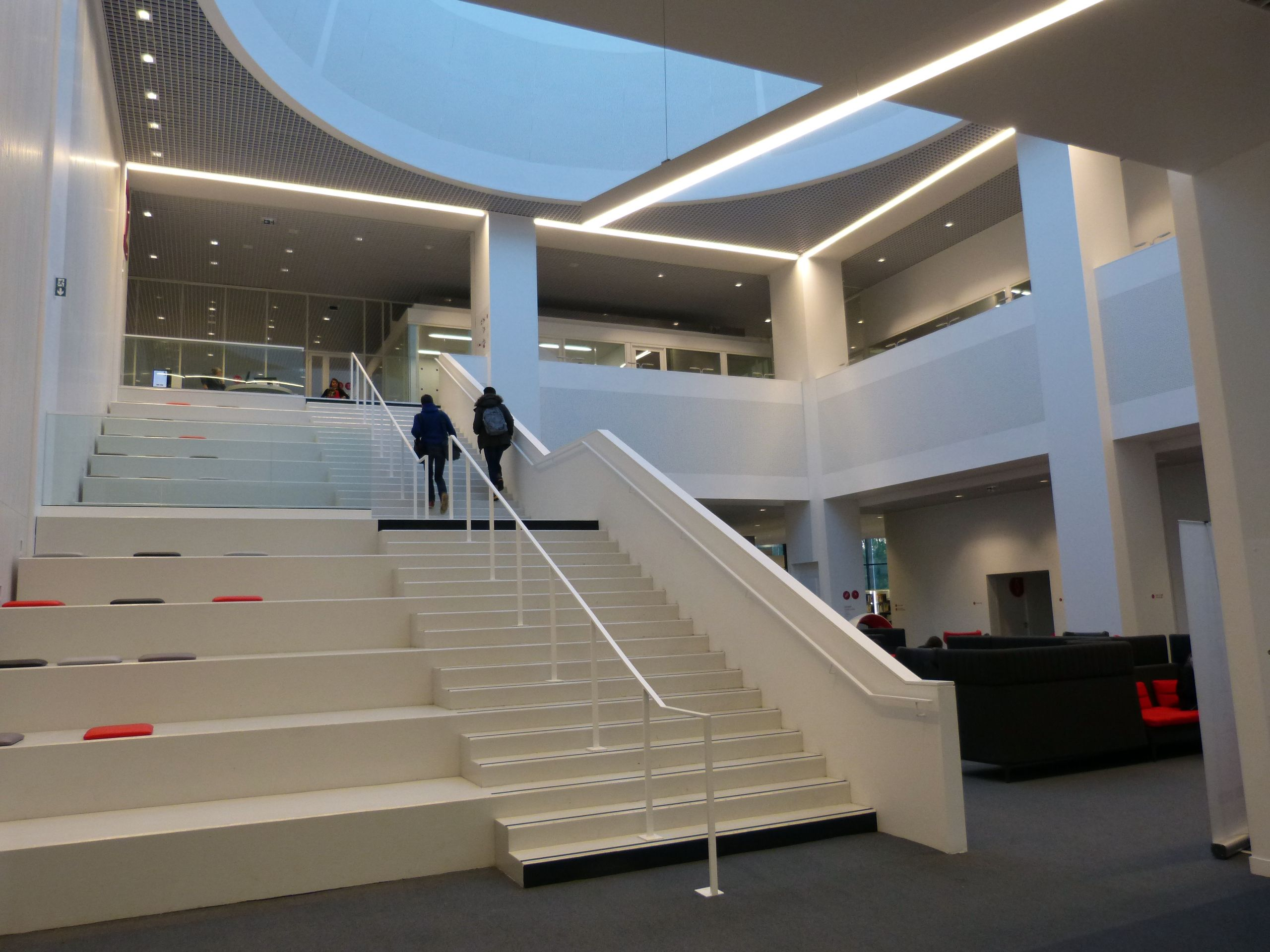
LILLIAD Learning Center Innovation, escalier central vu du 1er étage.

Le pôle bibliothèque comporte des collections documentaires spécialisées dans les domaines d’études et de recherche scientifiques de l’Université de Lille :
- Sciences appliquées et gestion
- Sciences exactes
- Sciences humaines (sociologie, géographie, urbanisme, sciences de l'éducation)
- Sciences de la Vie
- Sciences économiques

La bibliothèque donne également accès à des collections spécifiques :
- un fonds documentaire consacré à l’innovation
- la Bibliothèque numérique en histoire des sciences IRIS, qui propose plus de 2 600 documents numérisés, ayant trait à l'histoire des sciences et techniques modernes du XIXe et du XXe siècle.

Le pôle bibliothèque met à disposition des usagers différents espaces :
- 50 salles de travail en groupe de 1 à 20 personnes
- un espace détente : fauteuils dans l'atrium, cafétéria de 90 places
- une salle d'innovation pédagogique
- 1420 places assises au total

### L'espace événementiel
Le pôle événementiel vise à être une « interface entre la communauté universitaire et le monde socio-économique ». Il peut accueillir des congrès, conférences, rencontres, événements en rapport avec l'innovation et à destination de la communauté scientifique, des pôles de compétitivité partenaires ou des entreprises. Il est composé de deux amphithéâtres, de salles de commission et d'un hall d'exposition qui forment un ensemble de 1 500 m2.

### Xperium

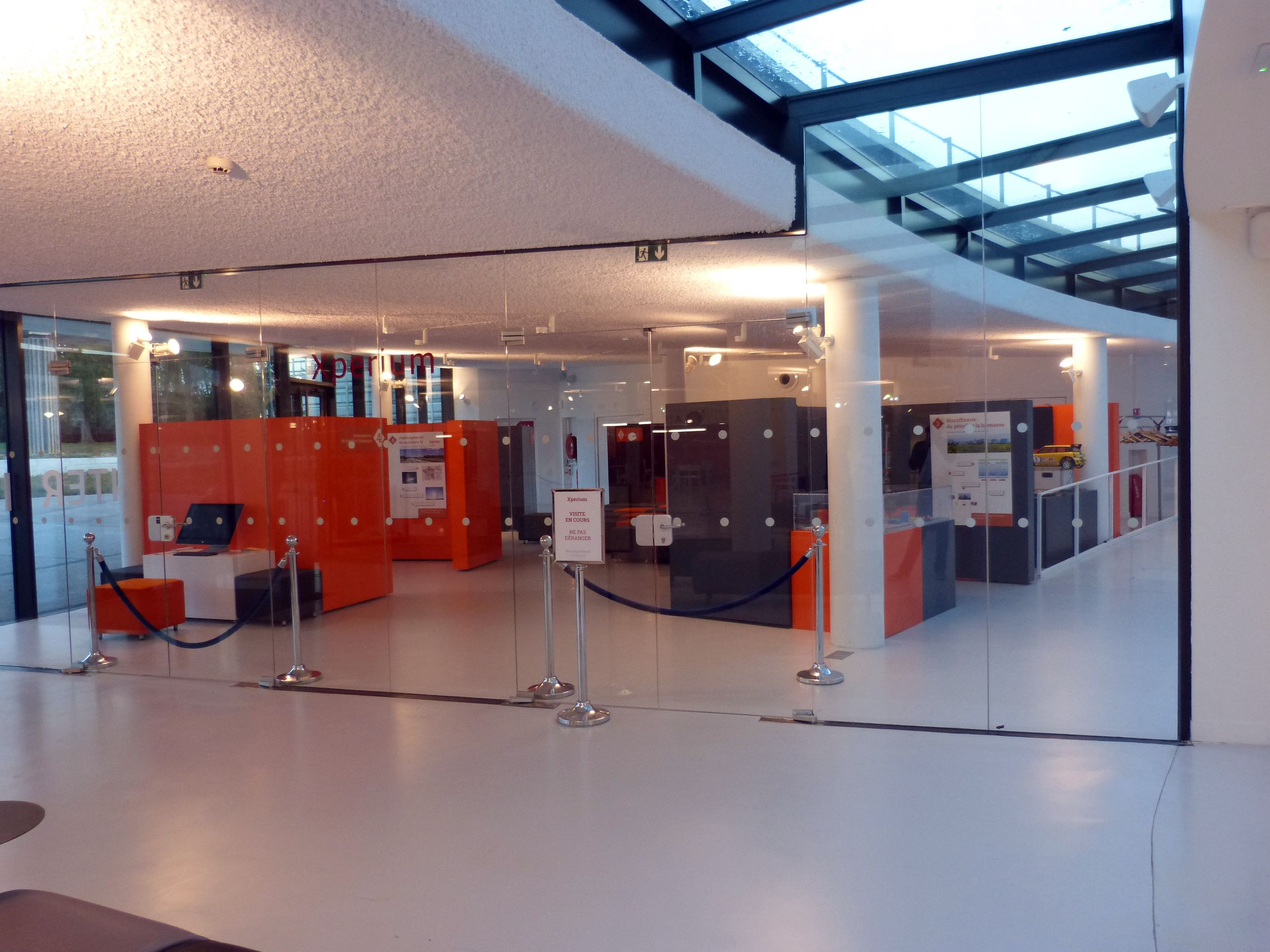
Au rez-de-chaussée, l'entrée d'Xperium.

Xperium est un espace de démonstration d'expériences. Cet équipement a commencé à fonctionner en février 2014. Il présente certains axes de recherche scientifiques de l'Université de Lille. Il s'adresse au grand public, aux entreprises et peut accueillir des classes de lycéens. Un itinéraire permet de découvrir jusqu'à huit expériences scientifiques.

## Le réseau des forums des savoirs de la région Hauts-de-France
Le projet LILLIAD s'intègre à un réseau de forums des savoirs porté par la région Hauts-de-France. La région a attribué à plusieurs forums une thématique, de manière à participer à la synergie des acteurs culturels et socio-économiques locaux. Le projet de mise en œuvre de quatre équipements s'est fait sous l'impulsion du conseil régional des Hauts-de-France dans le cadre d'un contrat de plan État-région 2007-2013 et du Plan Campus.  
Les thématiques choisies sont les Faits religieux à l'Abbaye de Vaucelles, l'Innovation à l'Université de Lille, (campus Cité Scientifique), l'Archéologie-Égyptologie à l'Université de Lille, (campus Pont-de-Bois), la Ville durable à Dunkerque (réhabilitation de la Halle aux Sucres), celui-ci étant le premier des forums des savoirs, inauguré en septembre 2014. 